# The Mist of Avalon
| Recensione | Giudizio |
| ---------- | -------- |
| Allmusic   | 4/5      |

The Mist of Avalon è un album di Alan Stivell del 1991.

## Tracce
1. La Dame Du Lac – 4:24
2. Morgan – 2:28
3. Camaalot (Himn 1) – 3:23
4. Guenievre – 4:30
5. Le Chant de Taliesin – 3:00
6. La Blassure d'Arthur – 2:02
7. Le Val Sans Retour – 3:47
8. Belenton – 2:50
9. Olwen – 4:01
10. Quest – 4:08
11. An Advod – 2:33
12. Horses On The Hill – 5:22
13. Strink Ar Graal – 4:38
14. From Avvallac'h – 3:38
15. Gaelic Tribes Gathering – 3:03
16. The Return (Himn II) – 5:25